# Юратишки
Юра́тишки (бел. Юрацішкі) — городской посёлок в Ивьевском районе Гродненской области Беларуси. Административный центр Юратишковского сельсовета.
Численность населения — 1 336 человек (на 1 января 2025 года).

## География
Расположен в 16 км к северо-востоку от города Ивье, в 174 км от Гродно, проходит автодорога Ивье — Юратишки — Ошмяны — Островец Р48.
В 4,1 км от городского посёлка в деревне Лепешки расположена железнодорожная станция Юратишки.

## История

### 16-17-е столетия
Юратишки известны с начала XVI века как частное владение Гаштольдов, перешедшее к ним в качестве приданного от князей Гольшанских. Имели статус местечка. Около 1520 года будущий канцлер Великого княжества Литовского, виленский воевода Альбрехт Гаштольд построил в Юратишках Николаевскую церковь с приделом святой Параскевы. 6 июня 1532 года Гаштольд пожаловал церкви 5 участков земли в самих Юратишках, более 5 волок пашни и сенокоса, право собирать торговую пошлину во время ярмарок в дни памяти святителя Николая Чудотворца (9 мая и 6 декабря по юлианскому календарю), а также на «Десятуху» (десятая пятница после Пасхи, посвящённая памяти святой Параскевы Пятницы). После смерти сына Альбрехта Гаштольда Станислава в 1542 году Юратишки перешли к великому князю литовскому Сигизмунду Старому, который передал их своему сыну Сигизмунду Августу. Однако, с разрешения великого князя право пользования местечком сохраняла вдова Альбрехта Гаштольда София, княжна Верейская, до своей смерти в 1549 году. С этого года Юратишки становятся частью Трабского староства.
В 1580 году великий князь литовский и король польский Стефан Баторий пожаловал Юратишки князю Василию Телятевскому, перебежчику из Москвы, который был воеводой царя Ивана Грозного в Полоцке. После смерти князя местечко Юратишки и деревня Семёнки перешли к его вдове Авдотье из рода князей Солнцовых и их дочери Марии. После брака Марии с Григорием Фёдоровичем Ходковичем Немирой Стефан Баторий по просьбе Авдотьи Солнцевой передал Юратишки в пожизненное владение Григорию Немире и его сыну Яну. Король также принял во внимание ходатайство киевского каштеляна Павла Сапеги, под началом которого служил Григорий Немира. 7 января 1650 года по просьбе новогрудского городничего Яна Немиры король польский и великий князь литовский Ян Казимир даровал Юратишкам право на проведение еженедельных торгов по воскресеньям.
Ян Немира 23 мая 1663 года с разрешения короля уступил своё пожизненное право на владение Юратишками своему сыну, дерптскому хорунжему Иерониму Немире. После смерти Иеронима его жена Екатерина из рода Богуфалов с разрешения короля польского Августа II 15 июля 1698 года  передала Юратишки во владение сына Иеремии, также дерптского хорунжего. Иеремия 12 октября 1703 года с согласия того же Августа II передал Юратишки во владение пинскому обозному Михаилу Антонию Коптю.

### 18-19-е столетия
Михаил Антоний Копоть в 1717 году добился передачи Юратишек из числа государственных имений в земские, пользуясь тем, что после Северной войны в местечке оставалось лишь три хозяйства. Дочь Коптя Констанция, выйдя замуж за Франтишка Костялковского, получила Юратишки в качестве приданного. Юратишки при Костялковских были частью имения Бокшишки, сохраняя статус местечка.
За долги сыновей Франтишка Каэтана, Андрея и Тадеуша (был послом на Четырёхлетнем сейме), Юратишки, наряду с их другими имениями, были по решению эксдивизорско-таксаторского суда поделены между их кредиторами. Основная часть местечка и окрестных земель достались смоленскому подчашему Павлу Родкевичу, который ранее имел Юратишки в залоге от Костялковских, и его сыну Игнатию. Части, доставшиеся иным кредиторам, позже купил другой сын Павла Родкевича трабский пробощ, каноник инфлянтский и смоленский Андрей Родкевич. Таким образом, в конце XVIII века Юратишки стали владением рода Родкевичей, в руках которых находились до 1939 года.
В 1845 году  деревянная церковь Святого Николая Чудотворца в Юратишках была капитально отремонтирована.
В 1861 году имение Юратишки Ошмянского уезда принадлежало помещику Гедимину Просперу Родкевичу. В имении насчитывалось 223 крепостных душ мужского пола и 46 издельных дворов. Всего удобной земли в имении было 460 десятин (по 2 десятины на душу). Пригона отбывалась 156 дней со двора для крепостных душ мужского пола и 104 дня для душ женского пола. Сгона было по 6 дней для рабочих душ мужского и женского пола. Натуральные повинности — ночной караул, строительные дни и другие — отбывались по очереди.
В 1862 году в местечке было открыто народное училище. В 1867 году здесь насчитывался 151 житель, действовала церковь. В 1885 году 120 жителей, 28 мещан, работало волостное правление, церковно-приходская школа, трактир. В 1897 году 41 двор, 311 жителей, церковь, часовня, магазин, 2 питейных дома, народное училище (76 учеников).

### 20-21-е столетия
В 1905 году — село, 310 жителей, 169 десятин земли. В имении Радкевича — 23 жителя, 450 десятин земли. В 1909 году 40 дворов, 286 жителей. В 1915 году село было оккупировано войсками кайзеровской Германии. В местной церкви оккупанты открыли госпиталь, который позже был переведен в частный дом. С января 1919 года по июль 1920 года село было оккупировано поляками. В июле-сентябре 1920 года здесь действовал волостной ревком.
- Улица Трабская. Никольская церковь.
Начало 1900-х годов
- Железнодорожный вокзал в Юратишках
- Памятный знак о времени пребывания в Юратишках германских войск
- Деревянный дом в Юратишках

По итогам Рижского мирного договора Юратишки отошли Польше и стали центром гмины Воложинского повета Новогрудского воеводства. В 1921 году в селе насчитывалось 33 двора, 203 жителя, в имении — 1 двор, 16 жителей. Работала школа. В 1937 году был построен костёл (в 1965 году разрушен).
С 18 сентября 1939 года — в составе Белорусской ССР. С 15 января 1940 года — центр Юратишковского района. Были открыты клуб, библиотека, амбулатория, 7-летняя школа (с 1947 года — средняя), почтовое отделение.
С 12 октября 1940 года (76 дворов, 359 жителей) — центр сельсовета Юратишковского района Барановичской области. В сельсовет входили 44 населённых пункта (642 двора, 3310 жителей). С конца июня 1941 года до 7 июля 1944 года все они были оккупированы немецко-фашистскими захватчиками. В Юратишках размещался фашистский гарнизон. 2 апреля 1944 года партизаны бригады «Неуловимые» разгромили гарнизон. Действовал подпольный районный комитет РКП(б) и райком ЛКСМБ. С 23 декабря 1957 года Юратишки — городской посёлок. С 3 мая 1962 года — центр поселкового Совета. С 20 января 1960 года — в составе Ивьевского района.
В 1960-1975 годах в посёлке работало медицинское училище.
В 1999 году в посёлке насчитывалось 648 дворов, 1790 жителей.
В 2003 году в посёлке был построен костёл Преображения Господня.
По состоянию на 1 января 2017 года в посёлке проживали 1328 человек.

## Демография
Численность населения — 1 336 человек (на 1 января 2025 года).
| Численность населения:                                                                          |
| Графики недоступны из-за технических проблем. См. информацию на Фабрикаторе и на mediawiki.org. |

| Год            | 1959 | 1970  | 1979  | 1989  | 2006  | 2018  | 2019  | 2023   | 2024   | 2025   |
| -------------- | ---- | ----- | ----- | ----- | ----- | ----- | ----- | ------ | ------ | ------ |
| Население чел. | 3054 | ▼2132 | ▼1939 | ▼1750 | ▼1586 | ▼1303 | ▼1281 | ▲1 347 | ▲1 363 | ▼1 336 |

## Культура
- Дом культуры
- Музей ГУО "Юратишковская средняя школа Ивьевского района"

## Достопримечательности
- Православная церковь Святого Николая (1520 год, капитальные ремонты в 1845 и 1864 годах; в 2014 году полностью перестроена после пожара)
- Костёл Преображения Господня (2003)
- Усадьба Радкевичей (XIX в.).
- Братская могила г. п. Юратишки — воинское захоронение 79 воинов и партизан (43 неизвестных), погибших в боях за освобождение посёлка Юратишки от немецко-фашистских захватчиков; фундаментальный памятник коленопреклоненного воина Советской Армии из бронзы на постаменте установлен в 1957 году; постановлением Совета Министров Республики Беларусь от 14 мая 2007 года № 578 «Аб статусе гісторыка-культурных каштоўнасцей» придан статус историко-культурной ценности и категория "3" —  Историко-культурная ценность Республики Беларусь, шифр 413Д000311.
- Могилы немецких солдат Первой мировой войны, около церкви Св. Николая
- Памятный камень на месте штаба немецкой дивизии (1915-1918)

### Утраченное наследие
- Костёл Преображения Господня (1937)